# Municipio de Redford
El municipio de Redford (en inglés: Redford Township) es un municipio ubicado en el condado de Wayne en el estado estadounidense de Míchigan. En el año 2010 tenía una población de 48362 habitantes y una densidad poblacional de 1.660,97 personas por km².

## Geografía
El municipio de Redford se encuentra ubicado en las coordenadas 42°23′41″N 83°17′39″O / 42.39472, -83.29417. Según la Oficina del Censo de los Estados Unidos, el municipio tiene una superficie total de 29.12 km², de la cual 29.11 km² corresponden a tierra firme y (0.03%) 0.01 km² es agua.

## Demografía
Según el censo de 2010, había 48362 personas residiendo en el municipio de Redford. La densidad de población era de 1.660,97 hab./km². De los 48362 habitantes, el municipio de Redford estaba compuesto por el 66.42% blancos, el 28.91% eran afroamericanos, el 0.49% eran amerindios, el 0.83% eran asiáticos, el 0.02% eran isleños del Pacífico, el 0.83% eran de otras razas y el 2.5% pertenecían a dos o más razas. Del total de la población el 2.94% eran hispanos o latinos de cualquier raza.